# 國際賽車名人堂

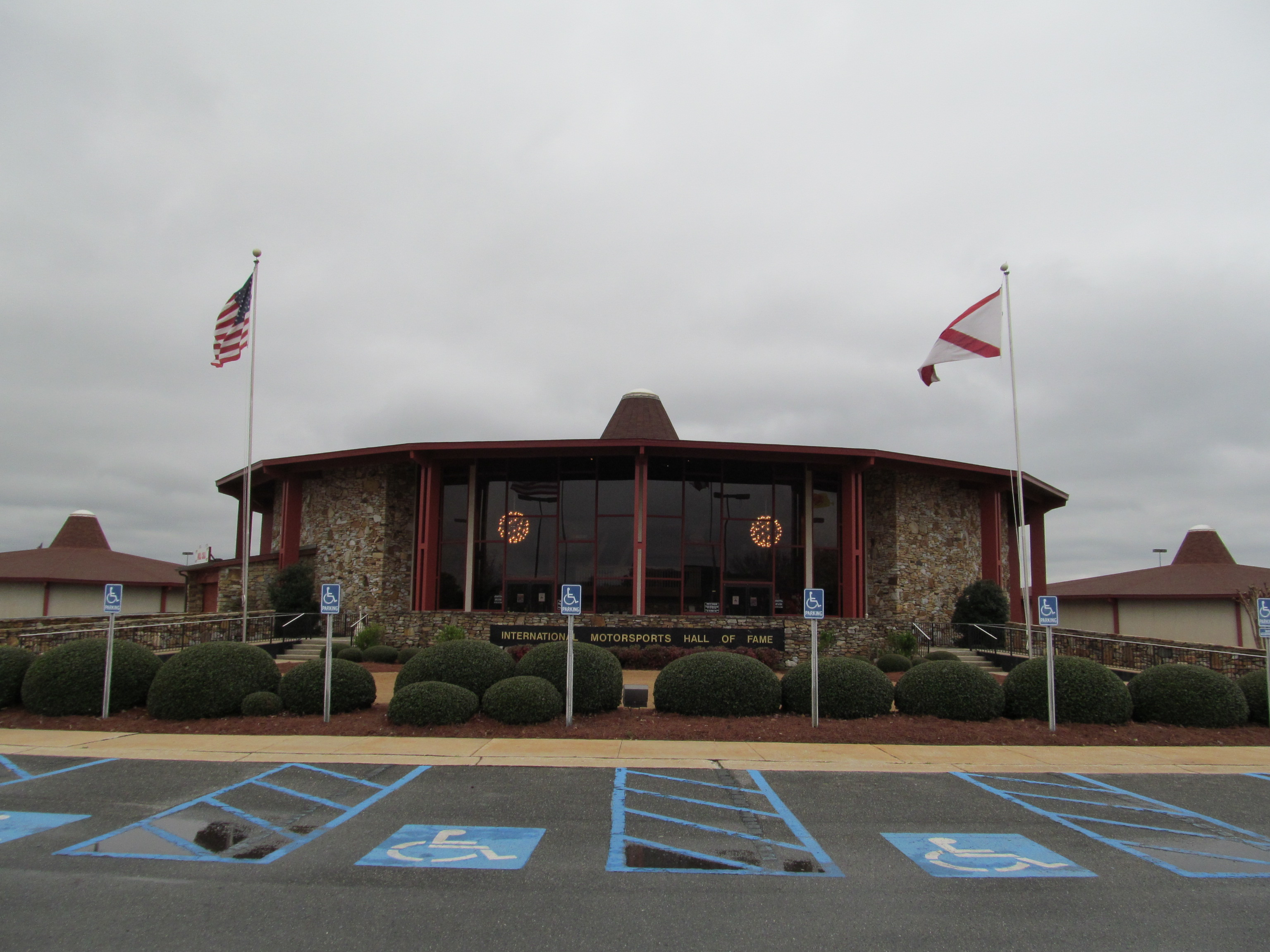
國際賽車名人堂

國際賽車名人堂（英語：International Motorsports Hall of Fame）是專為銘記曾為賽車運動奉獻良多的車手、業主、開發商或工程師等的名人堂。雖說有許多各國的人物被選入（包括胡安·曼努埃爾·范吉奧、史特靈·莫斯、艾爾頓·冼拿等賽車傳奇人物），但大多數仍是參賽於美國國內系列賽（尤其是NASCAR）的美國車手。自2003年起，僅有兩位非美國籍人入選。

## 創立
NASCAR創辦人老比爾·法蘭斯（Bill France, Sr.）在1982年成立，目前坐落於美國阿拉巴馬州塔拉迪加，比鄰塔拉迪加超級賽道（Talladega Superspeedway）。

## 外部連結
- 官方网站

33°34′41″N 86°04′19″W / 33.578°N 86.072°W